# April 2008
Dit artikel geeft een chronologisch overzicht van alle belangrijke gebeurtenissen per dag in de maand april van het jaar 2008.

## Gebeurtenissen

### 1 april
- Op het NOS Jeugdjournaal roept Yvon Jaspers kinderen op zich voor het nieuwe televisieprogramma Boer zoekt kind op te geven, een variant op het bekende Boer zoekt Vrouw. Het is de bedoeling dat de kinderen komende zomer bij een boer gaan werken. Als meer dan vijfduizend kinderen zich op de bijbehorende website aanmelden, komen ze erachter in een 1 aprilgrap te zijn getuind.
- De Finse minister van Buitenlandse Zaken Ilkka Kanerva moet gedwongen aftreden na het versturen van tweehonderd sms'jes naar een vrouwelijke stripper.

### 2 april
- Na zes jaar gevangenschap wordt Lucia de Berk tijdelijk vrijgelaten nadat na onderzoek door het RIVM ernstige twijfels over het bewijs zijn ontstaan. Zij was in 2003 tot levenslange gevangenisstraf veroordeeld omdat ze als verpleegkundige diverse ziekenhuispatiënten zou hebben vermoord. Wikinieuws
- De Ierse premier Bertie Ahern kondigt aan op 6 mei af te treden, na elf jaar premierschap.
- De Amerikaanse president George W. Bush steunt de toetreding van Georgië en Oekraïne tot de NAVO.
- Morgan Tsvangirai's Movement for Democratic Change is volgens verkiezingsfunctionarissen de winnaar van de parlementsverkiezingen in Zimbabwe. De uitslagen van de presidentsverkiezingen blijven nog uit.

### 3 april
- Jules Verne, het eerste Europese ruimtevrachtschip, meert met succes aan bij het Internationaal ruimtestation ISS.
- Een Antonov An-28 van Blue Wing Airlines stort neer nabij Benzdorp in het oosten van Suriname. Alle negentien inzittenden komen om. >>meer informatie
- Het Nederlandse Tweede Kamerlid Rita Verdonk geeft in Amsterdam het officiële startsein voor het door haar opgerichte Trots op Nederland. Kernpunt van deze nieuwe politieke beweging is het behoud van het Nederlandse karakter van de samenleving dat volgens haar onder druk zou staan.
- De Ledrastraat in het centrum van Nicosia wordt na 34 jaar weer opengesteld voor publiek. Het is de eerste doorgang tussen Grieks en Turks Cyprus binnen de stad Nicosia.

### 4 april
- Een zelfmoordaanslag in Zuid-Afghanistan kost het leven aan drie politieagenten en een burger.
- Voormalig aanvoerder van het Kosovo Bevrijdingsleger en oud-premier van Kosovo Ramush Haradinaj wordt vrijgesproken van oorlogsmisdaden en misdaden tegen de menselijkheid.
- Het Franse luxe zeiljacht Le Ponant wordt bij de Hoorn van Afrika door Somalische kapers overmeesterd. Aan boord bevinden zich ongeveer dertig bemanningsleden maar geen passagiers.

### 5 april
- Drie kinderen uit de Amerikaanse staat Georgia worden door de politie opgepakt omdat ze van plan waren hun onderwijzeres aan te vallen met een vleesmes.

### 6 april
- De Amerikaan Robert McDonald vertrekt met een met vijftien miljoen ijsstokjes nagebouwd Vikingschip uit de haven van Urk. Via tussenstops in Wieringen en Londen wil hij met zijn bemanning de Atlantische Oceaan oversteken. Het einddoel is Key West aan de zuidpunt van Florida.
- Mark Penn stapt op als adviseur van het campagneteam van de Democratische presidentskandidate Hillary Clinton.
- De tocht van de Olympische vlam door Londen verloopt vanwege verscheidene demonstraties niet soepel.
- Een raketaanval in de Groene Zone in Bagdad kost het leven aan twee Amerikaanse soldaten, zeventien mensen raken gewond.
- De Amerikaanse president George W. Bush en de Russische president Vladimir Poetin ontmoeten elkaar voor het laatst als presidenten. Poetin stapt in mei op als president.
- Bij een bomaanslag in Sri Lanka komt een minister om het leven.

### 7 april
- In Parijs wordt de estafette met de Olympische vlam voortijdig beëindigd. De tocht werd een paar keer onderbroken omdat demonstranten de fakkeldragers voor de voeten liepen. Ook raakte de vlam driemaal uit.

### 8 april
- De spitsstrook op de A1 bij Hoevelaken wordt voor het verkeer geopend. Sinds de aanleg eind 2004 was deze gesloten omdat het ministerie van Verkeer een uitspraak van de Raad van State verkeerd had opgevat.
- Yi So-yeon is de eerste Zuid-Koreaanse astronaut die naar het International Space Station gaat.

### 9 april
- Zes maoïsten worden door de politie in Nepal gedood, één dag voor de parlementsverkiezingen.
- Meer dan duizend vluchten zijn in de Verenigde Staten geannuleerd omdat de bedrading van toestellen van American Airlines mogelijk niet in orde zijn.
- Ook de tocht met de Olympische vlam in San Francisco wordt door demonstraties verstoord.

### 10 april
- Robert Zoellick, de president van de Wereldbank, wijst op de enorme wereldwijde stijging van de voedselprijzen. Hierdoor zijn arme mensen in ontwikkelingslanden een steeds groter deel van hun toch al geringe inkomen aan voedsel kwijt.
- Het Londense warenhuis Peter Jones serveert in april 2008 de allerduurste koffie ter wereld, de kopi loewak of civetkoffie. Deze wordt gemaakt van koffiebessen die uit de uitwerpselen van de loewak - een civetkatachtige - worden opgevist.
- Door een grote brand in het Schutterijmuseum in het Nederlands-Limburgse Steyl gaat een deel van de kunstcollectie verloren. Het Schutterijmuseum is onderdeel van het klooster van de missiepaters van Steyl.
- In Nepal vinden parlementsverkiezingen plaats, de eerste na negen jaar. Het moet een eind maken aan de burgeroorlog in het land en een einde aan de monarchie.

### 13 april
- Brandende toiletrollen veroorzaken voorafgaand aan de wedstrijd FC Groningen-Ajax op de tribunes van de Euroborg in Groningen een grote brand. De voetbalwedstrijd wordt afgelast en 28 personen moeten worden opgenomen in het ziekenhuis.
- In Kenia komt na maanden van ongeregeldheden en onderhandelingen een coalitieregering tot stand. Mwai Kibaki blijft president, oppositieleider Raila Odinga die Kibaki van verkiezingsfraude had beschuldigd, wordt premier.
- De Keniase langeafstandsloper William Kipsang is met 2:05.49 de snelste in de 28e editie van de marathon van Rotterdam. Bij de vrouwen zegeviert de Russische Ljoebov Morgoenova in een tijd van 2:25.11.

### 14 april
- Zes van de twaalf Somalische piraten die op 4 april voor de Hoorn van Afrika het Franse zeiljacht Le Ponant hadden gekaapt en op 12 april door Franse speciale eenheden gevangen waren genomen, komen in Parijs aan om daar te worden berecht.
- Bij de parlementsverkiezingen in Italië wint de coalitie van Volk van de Vrijheid en Lega Nord. Deze centrumrechtse coalitie wordt geleid door oud-premier Silvio Berlusconi. Wikinieuws

### 15 april
- Paus Benedictus XVI komt voor een zesdaags staatsbezoek in de Verenigde Staten aan. Hij zal onder meer een ontmoeting hebben met president Bush, Ground zero in New York bezoeken en de Verenigde Naties toespreken.
- Een vliegtuig van Hewa Bora Airways stort neer op Congolese stad Goma. Zeker 40 mensen komen om.

### 18 april
- In de Afghaanse provincie Uruzgan komen twee Nederlandse militairen van de Task Force Uruzgan om het leven door in te rijden op een bermbom. Een van de slachtoffers is Dennis van Uhm, de zoon van Peter van Uhm, die een dag eerder Dick Berlijn opvolgde als Commandant der Strijdkrachten.

### 22 april
- Hillary Clinton wint afgetekend de Democratische voorverkiezingen in de staat Pennsylvania van haar rivaal Barack Obama, en blijft daardoor in de running voor de nominatie voor de Amerikaanse presidentsverkiezingen 2008.
- Een Chinees schip met een lading wapens bestemd voor Zimbabwe is in Luanda (Angola) aangemeerd, maar Het mag zijn lading niet lossen. De An Yue Jiang probeert al een week om zijn lading kwijt te raken, maar geen enkel land wil die accepteren, omdat de wapens bestemd zijn voor het regime van Robert Mugabe.

### 26 april
- In Casablanca komen minstens 55 mensen om bij een brand in een matrassenfabriek.

### 27 april
- Bij een aanslag van de Taliban op een militaire parade in Kaboel, waarbij ook president Hamid Karzai aanwezig is, worden drie mensen gedood en een kat .

### 28 april
- Een botsing tussen twee treinen in de Chinese provincie Shandong resulteert in ten minste 66 doden en 247 gewonden.
- De Oostenrijker Josef Fritzl (73) bekent in zijn woonplaats Amstetten zijn dochter Elisabeth (42) vierentwintig jaar lang te hebben opgesloten in een kelder en regelmatig seksueel te hebben misbruikt. Uit het misbruik werden zeven kinderen geboren.
- De TU Delft lanceert Nederlands eerste nanosatelliet, de CubeSat Delfi-C3 vanuit India.

<< · januari · februari · maart · april · mei · juni · juli · augustus · september · oktober · november · december · >>